# Гі Дарденн
Гі Дарденн (фр. Guy Dardenne, нар. 19 жовтня 1954, Борен) — бельгійський футболіст, що грав на позиції півзахисника.
Виступав, зокрема, за клуби «Стандард» (Льєж) та «Брюгге», а також національну збірну Бельгії.

## Клубна кар'єра
Вихованець юнацької академії футбольної команди свого рідного міста Борен, з якої був запрошений до «Стандарда» (Льєж)  у 1973 році. Там він дебютував на дорослому рівні у лютому 1974 року на позиції півзахисника в домашній грі проти «Антверпена». У наступному сезоні Дарденн забезпечив собі постійне місце в стартовому складі, але знову втратив його в сезоні 1975/76.
Через це 1976 року Дарденн перейшов до клубу «Лув'єрваз», який щойно перелетів до Другого дивізіону через шахрайство в лізі. У своєму першому сезоні він допоміг команді повернутись до вищого дивізіону, однак у 1979 році команда знову вилетіла до Другого дивізіону, а Дарденн перейшов до іншого вищолігового клубу «Локерен». Команда посіла четверте місце в лізі, після чого півзахисник перейшов до «Моленбека», з яким дебютував у єврокубках, зігравши в Кубку УЄФА проти «Торіно», але покинув клуб після закінчення сезону через фінансову суперечку з клубом.
У 1981 році Дарденн став гравцем «Брюгге». У своєму першому сезоні команда посіла лише 15 місце в бельгійській лізі, але приходом тренера Георга Кесслера Дарден провів два найкращі футбольні сезони у своїй кар'єрі, а команда посіла п'яте і третє місця відповідно чемпіонаті. У 1983 році Дарденн забив єдиний гол команди у програному фіналі Кубка проти «Беверена».
Коли Кесслер залишив «Брюгге» в 1984 році, Дарденн повернувся до «Стандарда» (Льєж) і продовжував грати там до 1986 року. Граючи у складі «Стандарда» також здебільшого виходив на поле в основному складі команди. 
1986 року Дарденн став гравцем клубу «Серезьєн», де провів наступний сезон, але не зумів врятувати команду від вильоту з вищого дивізіону. Загалом Дарден провів у Першому дивізіоні Бельгії 342 матчі та забив 70 голів. Незважаючи на те, що Дарденн грав у найкращих клубах, таких як «Брюгге» та «Стандард», він так і не здобув жодного  титулу чемпіона.
Надалі у статусі граючого тренера захищав кольори нижчолігових клубів «Франс Борейнс» та «Намюр», а завершив ігрову кар'єру у команді четвертого дивізіону «Рошфортуаз», за яку виступав протягом 1991—1994 років, а надалі працював тренером у регіональних лігах.

## Виступи за збірну
21 грудня 1977 року дебютував в офіційних матчах у складі національної збірної Бельгії в товариській грі проти Італії (0:1).
У складі збірної був учасником чемпіонату Європи 1980 року в Італії, де разом з командою здобув «срібло», але на поле на турнірі не виходив.
Загалом протягом кар'єри в національній команді, яка тривала 4 роки, провів у її формі 11 матчів.